# 穆拉雅
穆拉雅是東非國家肯雅的城鎮，由中部省負責管轄，位於馬拉瓜以北10公里，距離首都奈羅比約70公里，海拔高度1,255米，鎮上有銀行、油站、郵局、酒店、餐廳、市集，1999年人口約11,021。
00°43′S 37°09′E / 0.717°S 37.150°E